# Risarcimento diretto
Il risarcimento diretto, nell'ambito  diritto delle assicurazioni italiano, (talvolta indicato con la sigla CARD, Convenzione tra Assicuratori per il Risarcimento Diretto) è la procedura di rimborso assicurativo che dal 1º febbraio 2007 in caso d'incidente stradale consente ai danneggiati non responsabili (o parzialmente non responsabili) di essere risarciti direttamente dal proprio assicuratore.
Il decreto legislativo 7 settembre 2005, n. 209 concede a tutti gli assicurati di poter usufruire della procedura. Tuttavia è di fatto possibile usufruirne solo quando si è assicurati con una compagnia aderente alla CARD, che ha cioè istituito uno specifico ufficio SARC (Servizio Aziendale Riferimento Convenzioni) per la gestione dei rapporti relativi alla CARD tra le compagnie consorziate. Tale ufficio gestisce anche i rapporti che discendono da altri accordi RCA, quali la Convenzione Terzi Trasportati e la convenzione per la gestione dei sinistri definiti "catastrofici".

## Differenza con la CID (Convenzione indennizzo diretto)
A differenza della precedente Convenzione indennizzo diretto, la procedura di risarcimento diretto:
- è prevista obbligatoriamente[1]  per legge nella fase stragiudiziale (pre causa) con i limiti che esponiamo di seguito;
- non richiede necessariamente la firma congiunta della constatazione amichevole d'incidente (modulo blu) per essere applicabile[2];
- non è interrotta/inibita dall'eventuale intervento di un patrocinatore per conto del danneggiato[3];
- non prevede un pieno ed automatico reintegro, da parte della compagnia debitrice[4] di quanto pagato dalla gestionaria[5], ma soltanto un rimborso a forfait, con una complicata "triangolazione"[6] che coinvolge anche la CONSAP[7].

## Presupposti applicativi
- Sinistro con urto tra due veicoli a motore
- Entrambi immatricolati in Italia, nella Repubblica di San Marino o nello Stato della Città del Vaticano
- Entrambi identificati e regolarmente assicurati

## Esclusioni
- Incidente avvenuto all'estero
- Incidente che coinvolge un veicolo estero
- Incidente con più di due veicoli
- Incidente che coinvolge un ciclomotore che non sia munito della cosiddetta nuova targa (DPR 6 marzo 2006 n. 153)
- Danni gravi alla persona del conducente, ovvero una lesione con danno biologico (invalidità permanente, nel prosieguo I.P) afferente a un danno macropermanente, e dunque al di fuori della speciale tabella per lesioni da 1 a 9% I.P. sorta a seguito della legge n. 57 del 2001;
- Tutti i casi di cosiddetto "mancato urto" (ossia, quando i veicoli, o le loro parti integranti, non sono venuti a contatto. Tipico esempio, l'urto con cose trasportate, cadute o sporgenti dal mezzo che le trasportava, oppure gli incidenti in cui un conducente "evita" l'altro, ma urta un ostacolo fisso, e così via)
- Incidente con macchine agricole o veicoli speciali

Quando si verifica qualcuna delle circostanze appena descritte, occorre naturalmente rivolgersi alla compagnia del civilmente responsabile (secondo la cosiddetta procedura tradizionale, prevista dal cosiddetto Codice Delle Assicurazioni (DLGS 209/2005).

## Casi compresi nella previsione normativa
- Danni al veicolo (più il "fermo tecnico"[8], traino ed accessori simili)
- Le lesioni di lieve entità[9] subite dal conducente[10]
- I danni a cose trasportate appartenenti al proprietario o al conducente

## La speciale disciplina per il terzo trasportato
L'art. 141 del dlgs n. 209 del 7 settembre 2005 (codice delle assicurazioni private), a partire dal 1º marzo 2006, tutela in maniera particolare il terzo trasportato in un'auto al momento del sinistro.
Secondo l'art. 141 il terzo trasportato dovrà sempre essere risarcito dalla compagnia del vettore (cioè la compagnia dell'auto in cui al momento dell'incidente il trasportato si trovava.
A seconda della tipologia e della dinamica del sinistro, ovvero se il danno da lesione è riferibile eziologicamente alla condotta del vettore o di un'altra vettura o struttura, la compagnia risarcente il danno si rivarrà o sul danneggiante esterno, o sul vettore medesimo, in questo secondo caso attraverso l'aumento del malus.
In caso di mancato pagamento delle lesioni, o di pagamento insufficiente, il terzo trasportato potrà adire le vie legali, davanti al giudice di pace o in Tribunale, citando, attraverso la speciale disciplina di cui all'art. 3 della legge 102 del 2006, la compagnia del vettore ed il vettore medesimo (la procedura è facoltativa per gli stessi motivi del Risarcimento Diretto).

## Obbligatorietà della procedura
Con sentenza interpretativa di rigetto n. 180 del 2009 (depositata in cancelleria il 19 giugno 2009) la Corte costituzionale ha chiarito che secondo un'interpretazione costituzionalmente orientata il Risarcimento Diretto è facoltativo: il danneggiato può pertanto decidere di chiedere giudizialmente il risarcimento al responsabile civile ed all'assicuratrice di quest'ultimo.
L'orientamento maggioritario è quello di considerare obbligatoria la procedura nella fase stragiudiziale, cioè fuori dalle aule di giustizia, e facoltativa quando c'è da fare causa. Tuttavia le compagnie aderenti alla CARD, in base agli accordi che hanno intrapreso, al momento praticano vicendevole scambio di informazioni affinché la compagnia tenuta a pagare in base alla procedura in parola si costituisca, in proprio o per conto di quella citata, nei giudizi instaurati dai danneggiati per contrastare eventualmente le pretese di questi ultimi, ancorquando siano i propri assicurati.

## Parere dell'Antitrust
Il presidente dell'Autorità garante della concorrenza e del mercato Antonio Catricalà, nella sua relazione annuale del 2011, ha affermato che «il meccanismo dell'indennizzo diretto non ha
funzionato» e che rimangono squilibri nei premi pagati tra gli assicurati in base alla provenienza geografica evidenziando anche, a differenza di altri paesi europei, notevoli aumenti dei premi nel 2010. Catricalà ha dunque auspicato «una riforma di sistema che rilanci la competizione tra le imprese».

## Secondo parere Antitrust
Col comunicato stampa del 22.02.2013, l'Antitrust ribadisce il malfunzionamento del risarcimento diretto laddove non è riuscito a determinare un calo delle tariffe assicurative di responsabilità civile auto. In altre parole il problema starebbe nel fatto che le compagnie, invece di investire sulle proprie strutture liquidative per ridurre i costi di gestione, preferirebbero scaricare sugli assicurati i maggior costi di inefficienza. Il problema potrebbe trovare soluzione, dice l'Antitrust, implementando un sistema di incentivi che favorisca le compagnie più efficienti, per stimolare all'ottimizzazione dei costi di gestione.
Secondo l'Antitrust, inoltre, sapendo che dovranno gestire il risarcimento dei propri assicurati in regime di risarcimento diretto, le compagnie dovrebbero proporre degli sconti previa sottoscrizione di clausole contrattuali facoltative che diano la capacità di controllare i risarcimenti anche per mezzo del risarcimento in forma specivica, adoperando cioè reti di medici e carrozzieri convenzionati.